# Staatsarchiv Gotha
Das Staatsarchiv Gotha ist ein Staatsarchiv im Freistaat Thüringen und befand sich bis Juli 2014 in den Räumen des ehemaligen fürstlichen Archivs im Schloss Friedenstein in Gotha. Am 23. März 2015 hat es in neuen Räumlichkeiten im Perthesforum wiedereröffnet. Das Archiv hat einen umfangreichen Bestand an Urkunden, Akten und Dokumenten von dem 11. bis 20. Jahrhundert, der einen Teil der Landesgeschichte Thüringens widerspiegelt.

## Archivgeschichte

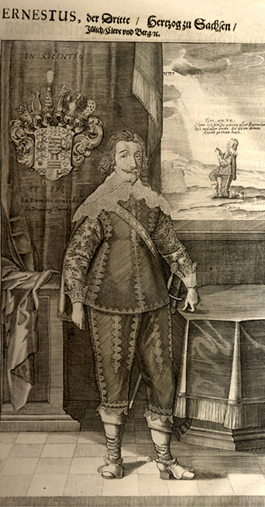
Herzog Ernst I.

Herzog Ernst der Fromme richtete im Schloss Friedenstein ein Archivgewölbe ein. Das Staatsarchiv wurde 1640/1641 nach der Gründung des sächsisch-ernestinischen Herzogtums Gotha errichtet. Urkunden, Amtsbücher und Akten wurden aus dem Hauptarchiv des Sachsen-Ernestinischen Gesamthauses Weimar und ehemaligen Klöstern übernommen. Im Jahr 1840 wurde dieses „Geheime Archiv“ in Herzoglich Sächsisches Haus- und Staatsarchiv umbenannt. Nach dem Ende der Monarchie wurden die Registraturen der aufgelösten Zentralbehörde des Herzogtums Sachsen-Coburg und Gotha übernommen.
Das Archiv wurde ab 1923 als Thüringisches Staatsarchiv fortgeführt, welches 1951 in Landesarchiv und 1965 in „Historisches Staatsarchiv“ umbenannt wurde. Ab 1976 war es nur noch die Außenstelle Gotha des Staatsarchivs Weimar.
Von 1994 bis 2016 war es wieder als das Thüringische Staatsarchiv Gotha eine eigenständige Landesbehörde, seit 2016 gehört es als Abteilung zum Landesarchiv Thüringen.

## Zuständigkeit
Die historische Zuständigkeit erstreckte sich vor 1918/1920 auf das Herzogtum Gotha und dessen Vorgängerterritorien. Im Land Thüringen war das Staatsarchiv Gotha für staatliche Mittel- und Unterbehörden und Kreisverwaltungsbehörden des Landkreises Gotha und Eisenach zuständig. Es wurden die Akten des Preußischen Regierungsbezirkes Erfurt übernommen. In der Archivorganisation der DDR war es nach 1952 nur noch ein historisches Archiv.
Das Staatsarchiv Gotha ist seit Gründung des Freistaates Thüringen wieder zuständig für die mittleren und unteren Landesbehörden und nachgeordneten Behörden des Bundes.

## Sachgebiete
Zu den Sachgebieten gehören:
Akte (Allgemein), Forst-Akte, Gartenbau, Gemälde (Allgemein), Gestüt-Akte, Gut-Akte, Jagd-Akte, Karte, Nachlass, Obstanbau, Plan, Rittergut-Akte, Schafhaltung, Thüringen, Schifffahrt (Werra), Urkunde und Vereins-Akte.

## Bestände
Zu den Beständen gehören:
Bestände vor 1920, Bestände des Deutschen Reiches (1871–1945), Bestände des Landes Thüringen (1920–1952), Bestände des Königreiches/Landes Preußen (1816–1945), Bestände der SBZ/DDR (1945–1990), Bestände des Bezirkes Erfurt/Gera/Suhl, Bestände der Bundesrepublik Deutschland (ab 1990), Bestände des Freistaates Thüringen (ab 1990), Nichtstaatliches Archivgut (Bestände und Sammlungen), Zeitungen und Amtsblätter.
Foto- und Postkartensammlung und Grafiken mit ungefähr 200 Objekten, sowie der Nachlass des Gothaer Astronomen Peter Andreas Hansen.

## Dienstbibliothek
In der Dienstbibliothek (1563 bis zur Gegenwart) befinden sich 13900 Titel.

## Bibliothek
Bibliothekssigel: Zta 0038
Die Bibliothek ist eine Präsenzbibliothek und kann öffentlich genutzt werden. Eine Verleihung ist nicht möglich.
Die Sammelgebiete sind:
Geschichte der Stadt Gotha, Herzogtum Sachsen-Gotha oder Sachsen-Coburg-Gotha, Thüringen mit angrenzenden Gebieten und Historische Hilfswissenschaften.

## Veröffentlichungen zu den Beständen
- Ulrich Heß: Übersicht über die Bestände des Landesarchivs Gotha, Weimar 1960
- Thüringisches Staatsarchiv Gotha, Kurze Übersicht über die Bestände des Thüringischen Staatsarchivs Gotha, Gotha 1997